# 同桌的你 (歌曲)
《同桌的你》，是老狼1994年演唱的一首校园民谣，老狼的成名作之一。这首歌由高晓松作词和作曲，收录在1995年5月发行的专辑《恋恋风尘》。